# الدوري القبرصي الدرجة الثانية 1959–1960
الدوري القبرصي الدرجة الثانية 1959–1960 هو الموسم 6 من  الدوري القبرصي الدرجة الثانية. أقيم خلال الفترة 30 يناير 1960 وحتى 10 يوليو 1960، وفاز فيه ألكي لارانكا ‏.